# Mihai-Cătălin Botez
Mihai-Cătălin Botez (n. 29 martie 1986, Bârlad, România) este un deputat român, ales în 2016, 2020 și 2024 din partea USR.

## Activitate politică
În prezent, Mihai-Cătălin Botez este președintele filialei județene Vaslui a partidului Uniunea Salvați România.
În Parlamentul României, face parte din Comisia pentru Politică Economică, Reformă și Privatizare.